# Satellite Beach, Florida
Satellite Beach är en stad (city) i Brevard County, i delstaten Florida, USA. Enligt United States Census Bureau har staden en folkmängd på 10 113 invånare (2011) och en landarea på 7,6 km².